# التمرد الفريدوني

الموقع التقريبي لجمهورية فريدونا على خريطة تكساس

علم جمهورية فريدونا ويحمل عليه كلمات «استقلال حرية وعدالة».

كان التمرد الفريدوني (21 ديسمبر، 1826- 23 يناير، 1827) عبارة عن محاولة المستوطنين الإنجليز في تكساس الانشقاق عن المكسيك. أعلن المستوطنون، بقيادة رجل الأعمال هيدن إدواردز، الاستقلال عن تكساس المكسيكية، وأنشؤوا جمهورية فريدونا بالقرب من ناكوغدوشس. ضمت الجمهورية التي لم يستمر وجودها وقتًا طويلًا الأرض التي منحتها الحكومة لإدواردز عام 1825، وتضمنت مناطق مسكونة مسبقًا. سرعان ما أثارت تصرفات إدوارد نفور السكان الموجودين، ودفعت الأعمال العدائية المتصاعدة بينهم وبين المستوطنين ممن جندهم إدواردز فيكتور بلانكو من الحكومة المكسيكية إلى إلغاء عقد إدواردز.
في أواخر شهر ديسمبر من عام 1826، سيطرت مجموعة من مؤيدي إدواردز على المنطقة عن طريق اعتقال العديد من موظفي البلدية من السكان الأصليين وعزلهم. أعلن أنصار إدواردز استقلالهم عن المكسيك. على الرغم من توقيع قبيلة شيروكي المجاورة في البداية معاهدة لتأييد الجمهورية الجديدة بسبب تجاهل اتفاقية مسبقة مع الحكومة المكسيكية فاوض عليها الرئيس ريتشارد فيلدز، أقنعت مبادرات السلطات المكسيكية ورجل الأعمال المحترم ستيفن إف. أوستين قادة القبيلة برفض التمرد. في 31 يناير من عام 1827، اتجهت قوة مؤلفة من أكثر من 100 جندي مكسيكي و275 ميليشيا من تكساس إلى ناكوغدوشس لاستعادة النظام. هرب هيدن إدواردز وأخوه بنجامين إدواردز إلى الولايات المتحدة. قُتل الرئيس ريتشارد فيلدز على يد أبناء قبيلته. أُلقي القبض على تاجر محلي وحكم عليه بالإعدام، ولكن أُفرج عنه لاحقًا.
دفع التمرد الرئيس المكسيكي غوادالوبي فيكتوريا إلى زيادة الوجود العسكري في المنطقة. نتيجة لذلك، أوقفت عدة قبائل معادية في المنطقة هجماتها على المستوطنين، ووافقت على توقيع معاهدة سلام. التزمت قبيلة كومانشي بهذه المعاهدة سنين عديدة. بسبب خوف الحكومة المكسيكية من أن تحاول الولايات المتحدة السيطرة على تكساس في أثناء التمرد، قلصت الهجرة من الولايات المتحدة إلى المنطقة بشكل كبير. عارض المستعمرون الجدد بشدة قانون الهجرة الجديد، وتسبب في زيادة عدم الرضا عن الحكم المكسيكي. يعتبر بعض المؤرخين أن التمرد الفريدوني كان بداية ثورة تكساس. كما ورد على لسان أحد التاريخيين، كان التمرد «سابق لأوانه، لكنه مهد الطريق لنجاح لاحق».

## الخلفية
بعد الحصول على الاستقلال عام 1821، اتحدت عدة مستعمرات إسبانية في العالم الجديد لإنشاء دولة جديدة هي المكسيك. قسمت الدولة نفسها إلى عدة ولايات، وأصبحت المنطقة المعروفة باسم تكساس المكسيكية جزءًا من ولاية كويلا واي تياس (بالإسبانية: Coahuila y Tejas) الحدودية. للمساعدة على إدارة المنطقة الكبيرة، أنشأت الولاية عدة أقسام، تبعت تكساس بالكامل إلى قسم بيكسار. قُسمت الأقسام أيضًا إلى بلديات، يحكم كلًا منها رئيس البلدية، أي ما يوازي العمدة في أيامنا هذه. أصبح جزء كبير من تكساس الشرقية، من نهري سابين وترينيتي ومن ساحل الخليج الأمريكي إلى النهر الأحمر الجنوبي، جزءًا من بلدية ناكوغدوشس. كان معظم قاطني البلدية عائلات ناطقة باللغة الإسبانية امتلكت هذه الأراضي منذ أجيال. تزايدت أعداد القاطنين الناطقين باللغة الإنجليزية ممن هاجروا بطرق غير شرعية خلال حرب الاستقلال المكسيكية. كان العديد من المهاجرين مغامرين وصلوا كجماعات من مجموعات مسلحة سياسية عديدة حاولت خلق جمهوريين مستقلين في تكساس خلال الحكم الإسباني.